# Montrouzierana oxycephala
Montrouzierana oxycephala är en insektsart som först beskrevs av Xavier Montrouzier 1861.  Montrouzierana oxycephala ingår i släktet Montrouzierana och familjen Tropiduchidae. Inga underarter finns listade i Catalogue of Life.